# Dinosoma oregonensis
Dinosoma oregonensis är en plattmaskart. Dinosoma oregonensis ingår i släktet Dinosoma och familjen Hemiuridae. Inga underarter finns listade i Catalogue of Life.